# Planknippe

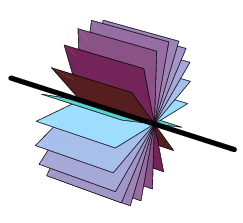
Ett planknippe.

Ett planknippe är inom geometrin en beteckning för en mängd (ändlig eller oändlig) plan som skär varandra längs en gemensam linje. planknippets axel.
Ett planknippe kan definieras som en linjärkombination av två av de ingående planen, {\displaystyle P_{1}=A_{1}\cdot x+B_{1}\cdot y+C_{1}\cdot z+D_{1}=0} och {\displaystyle P_{2}=A_{2}\cdot x+B_{2}\cdot y+C_{2}\cdot z+D_{2}=0}, som {\displaystyle \mu P_{1}+\lambda P_{2}=0} där varje värde på {\displaystyle k={\frac {\lambda }{\mu }}} representerar ett plan i knippet.